# Hecatómpilo
Hecatómpilo (en griego antiguo: Ἑκατόμπυλος, en persa: صددروازه‎, Saddarvazeh), actualmente Shahr-e Qumis ( en persa: قومس‎; Persa medio 𐭪𐭥𐭬𐭩𐭮 Kōmis), fue una antigua ciudad, capital de la dinastía arsácida en el año 200 a. C. hasta el reinado de Mitrídates I. El nombre griego Ἑκατόμπυλος significa «cien puertas» y el término persa tiene el mismo significado. En el siglo I formaba parte de la ruta de la seda entre Rhagas y Susia, lo que le dio prosperidad. Sacudida por muchos terremotos, fue el del año 856 que azotó la región de Qumis el que la deshabitó.

## Toponimia
Hecatómpilo es un epíteto de origen griego que significa ciudad de las cien puertas. No hay que entenderla como un número preciso de puertas, sino como que había muchas puertas. Este epíteto también lo tenía la ciudad de Tebas  (Θῆβαι ἑκατόμπυλοι, Thēbai hekatómpyloi) en Egipto, a veces a la ciudad de Tebessa en Argelia, y la capital parta durante la dinastía arsácida.

## Historia
Apiano nos cuenta que fue fundada por el rey seléucida Seleuco I Nicator en lo que parece ser una refundación, ya que Alejandro Magno se detuvo allí en el verano de 330 a. C. mientras perseguía a Darío III.  A su muerte formó parte del Imperio seléucida. Además hay restos que indican que la zona estuvo habitada desde la edad de hierro.
En la primera mitad de la III siglo a. C. las tribus escitas irrumpieron en Irán. Provenían del Mar Aral. En el 245 a. C., el sátrapa de Partia, llamado Andrágoras, se rebeló contra el rey Seleuco II Calínico, quien acababa de ascender al trono. Aprovechando la confusión, los parnos atacaron y tomaron el norte de Partia, probablemente en 238 a. C. Con la expansión del poder de los parnos dirigidos por los arsácidas, la sede del gobierno central pasó de Nisa a Hekatómpylos.
La tribu de los parnos tomó la ciudad alrededor convirtió en una de sus primeras capitales. En 235 a. C., un príncipe parno llamado Tirídates I se aventuró más al sur, conquistando el resto de Partia. El contraataque organizado por Seleuco acabó en desastre, y los parnos se hicieron así mismo con el control de toda la Hircania. La expansión de los partos retrocedió cuando Antíoco III llegó a Hecatómpilo, y Ársaces II se vio obligado a reconocer la superioridad seléucida.
Hecatómpilo fue la capital de Partia hasta que Mitrídates I estableció residencias reales en Seleucia, Ecbatana, Ctesifonte y su ciudad recién refundada, Mithradatkert (Nisa, Turkmenistán), donde se construyeron y mantuvieron las tumbas de los reyes arsácidos.
Varios escritores clásicos, como Estrabón, Plinio y Ptolomeo, la mencionaron como la ciudad real de los partos. Parece que los partos usaron varias ciudades como «capitales» en diferentes períodos.

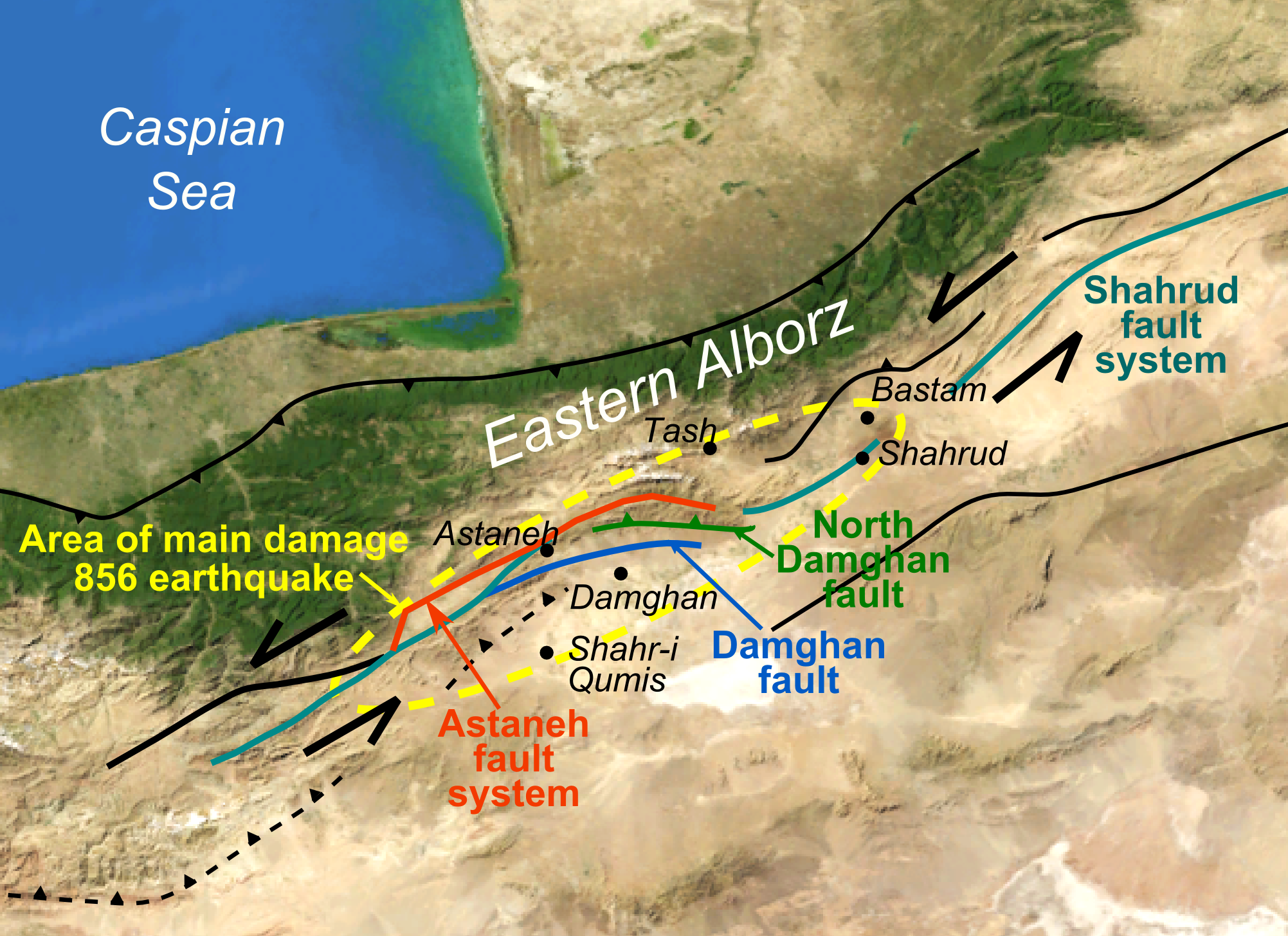
Sistema de fallas que rodean la ciudad de Shahr-i Quimis. Véase que esta al sur de los montes Elburz. Puntuados con amarillo se puede ver el área de destrucción del terremoto en Damghán en 856 a. C.

Fue destruida por un terremoto en 856, y probablemente fue abandonada después. El sitio de esta antigua ciudad que ahora se llama Sahr-e Qumis (en persa: شهر قومس‎, que significa la villa de Qumis), entre Semnán y Damqhan en la provincia de Semnán. 
En 2011 se publicaron los planes para un "Proyecto internacional de turismo y ciudad recreativa", utilizando el nombre de Hecatómpilo. El proyecto contempla el uso de un área de 250 hectáreas cerca de la ciudad de Damghan, lo que ubicaría el complejo en aproximadamente 30 km al noreste del sitio histórico.

## Yacimiento arqueológico
En el siglo I formaba parte de la ruta de la seda entre Rhagas y Susia.

Desde las Puertas Caspias hasta Raghas hay quinientos estadios según Apolodoro, y hasta Hecatómpilo, la sede real de los partos, mil doscientos sesenta. Dicen que el nombre de Raghas se debe a los terremotos bajo cuyo efecto se destruyeron, según Posidonio, numerosas ciudades y dos mil aldeas.
Estabón XI, 9, 1

Gracias a los datos aportados por Estrabón podemos localizar su ubicación en el campo de Sahr-e Qumis, entre Semnán y Damqhan en la provincia de Semnán.
Actualmente es una llanura desierta, afectada por el clima del desierto de Kavir. En el suelo se encuentran varios restos de vasijas y en el horizonte destacan algunos montículos. El yacimiento mide 28 km² (7 km x 4 km) lo cual nos hace suponer que debió ser una ciudad con decenas de miles de habitantes. Pocas excavaciones adecuadas se han realizado en el lugar.
De los montículos destaca el Montículo I, también llamado Naqqareh Khaneh, mide 56 metros de diámetro y está hecho de ladrillo de barro. Es relativamente reciente. El Montículo VI mide 50 x 30 metros. Presenta varias torres y un patio dispuestos de tal forma que debe haber sido algún tipo de fortaleza. En el Montículo VII se encontraron restos de cráneos humanos mezclados con huesos de cerdos, gacelas y perros, lo que sugiere que debió haber sido una torre zoroástrica del silencio.